# Bosc Sectorial de Vilanova
El Bosc Sectorial de Vilanova (en francès, oficialment, Forêt Sectionale de Villeneuve) és un bosc del terme comunal de Formiguera, de la comarca del Capcir, a la Catalunya del Nord.
Aquest bosc, de 2,07 km² d'extensió, està situat a l'extrem oriental del terme de Formiguera, tot a l'entorn del poble de Vilanova, a sota i al sud-oest del Coll de Censà.
El bosc està sotmès a una explotació gestionada per la comuna de Formiguera, atès que la propietat del bosc és de la comuna. Té el codi identificador de l'ONF F16212N.